# Latarnia morska Westerheversand
Latarnia morska Westerheversand (niem. Leuchtturm Westerheversand) – niemiecka latarnia morska na wybrzeżu Morza Północnego, na sztucznym wzgórku w pobliżu Westerhever. W 1979 roku obsługa została zautomatyzowana, a domki latarników służą pracownikom Parku Narodowego Morza Wattowego i jako placówka badawcza Uniwersytetu w Kilonii.
Latarnia została (z wyjątkiem dolnej części i domów) wybudowana z gotowych części żeliwnych, wyprodukowanych przez hutę w Isselburgu. Uprzednio usypano sztuczny pagórek, który zabezpieczał przed wyższym stanem wody i który wzmocniono palami, na których opiera się fundament. Dwa domy dla latarników zostały rozmieszczone symetrycznie, aby zapewnić równowagę na sztucznym podłożu. Budynki zostały oddane do użytku 17 lipca 1907.

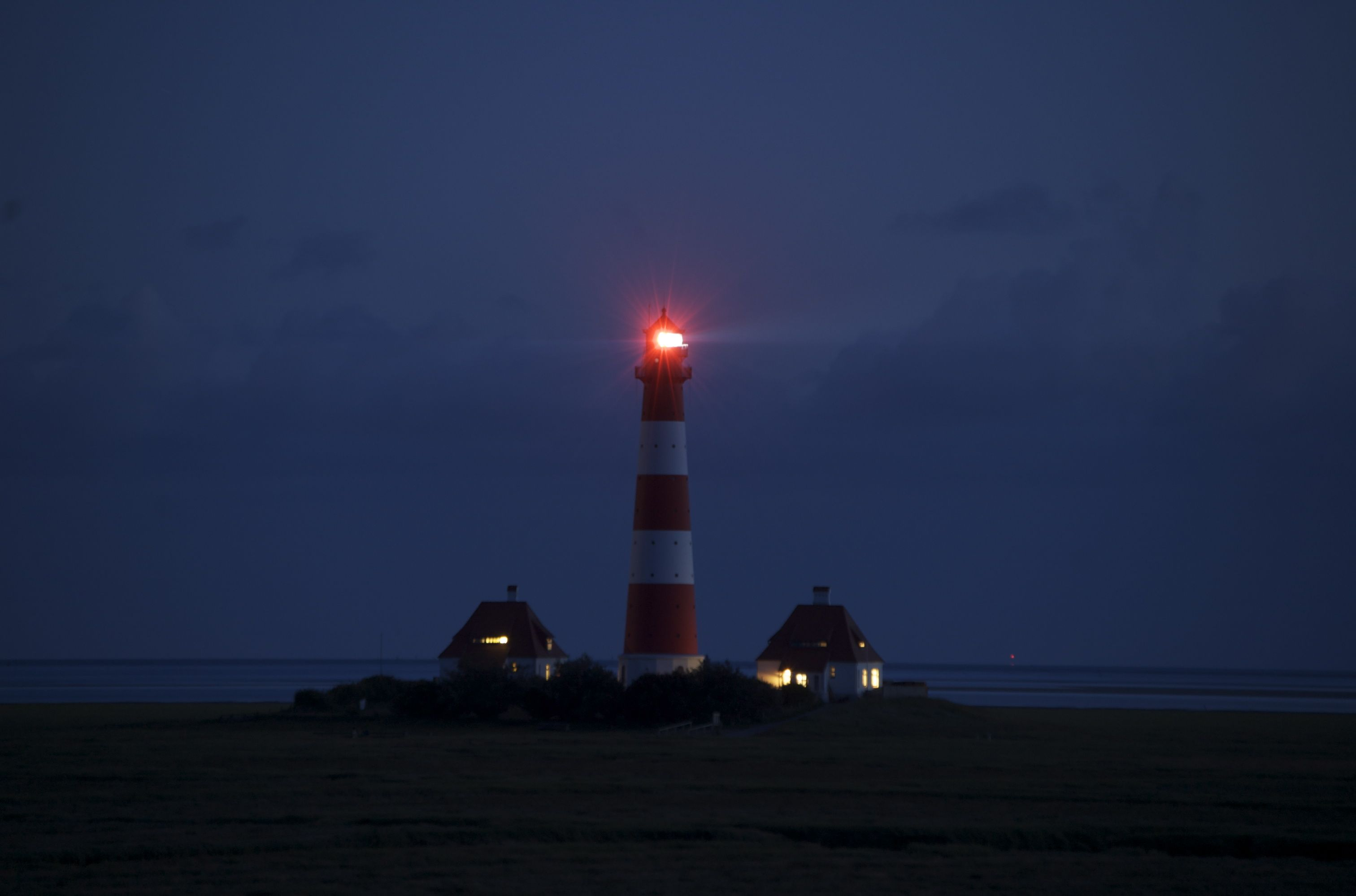
Latarnia nocą

Oświetlenie było od początku elektryczne – początkowo prąd wytwarzał agregat prądotwórczy, później był dostarczany kablem. Wieża ma wysokość 40 metrów, zaś wysokość światła wynosi 41 metrów. Zasięg białego światła to 21 mil morskich, czerwonego 16,5, a zielonego – 17,5 mil morskich.
Latarnia jest udostępniona do zwiedzania (ze względów bezpieczeństwa nie są wpuszczane dzieci do 7 lat). Istnieje także możliwość zawarcia ślubu w budowli.